# Henrik Wrede (1861–1945)
Ernst Johan Lars Henrik Wrede (i riksdagen kallad Wrede af Elimä i Jönköping), född den 14 maj 1861 i Floda församling, Södermanlands län, död den 12 april 1945 i Harlösa församling, Malmöhus län, var en svensk friherre och jurist. Han tillhörde ätten Wrede af Elimä.
Wrede blev student vid Lunds universitet 1880 och avlade examen till rättegångsverken 1885. Han blev vice häradshövding 1889, tillförordnad fiskal i Göta hovrätt 1892, adjungerad ledamot där samma år, ordinarie fiskal 1893 och assessor 1897. Wrede var hovrättsråd 1903–1928 och divisionsordförande 1911–1928. Han var ledamot av första kammaren 1910–1911. Wrede blev riddare av Nordstjärneorden 1904, kommendör av andra klassen av samma orden 1919 och kommendör av första klassen 1927. Han vilar på Dunkehalla kyrkogård i Jönköping.